# Siomki
Siomki – wieś w Polsce położona w województwie łódzkim, w powiecie piotrkowskim, w gminie Wola Krzysztoporska.
Pierwsze wzmianki o miejscowości pochodzą z XVI w. Wieś wspomniana została pod nazwą Schyemki.
6 września 1939 roku żołnierze z oddziału niemieckiej 1 Dywizji Pancernej zamordowali 3 mieszkańców.
W latach 1953–1954 miejscowość była siedzibą gminy Siomki. W latach 1975–1998 miejscowość administracyjnie należała do województwa piotrkowskiego.
Przez wieś przebiega linia kolejowa nr 24 Piotrków Trybunalski - Zarzecze wybudowana w 1977 roku, jednak najbliższy przystanek kolejowy znajdował się we wsi Wola Krzysztoporska. Ruch pasażerski na tej linii został zawieszony w 2000 roku. Do marca 1996 roku przez wieś prowadziła trasa piotrkowskiej podmiejskiej linii autobusowej 15 do Woli Krzysztoporskiej; obecnie połączenie ze stolicą powiatu zapewniają mieszkańcom wsi minibusy.